# Bohumil Soudský
Bohumil Soudský (* 19. Januar 1922 in Plzeň, Tschechoslowakei; † 15. Januar 1976 in Paris) war ein tschechoslowakischer Prähistoriker.

## Leben
Soudskýs Vater war Direktor einer Kooperative und Mitglied des Zentralkomitees der Sozialistischen Partei. Nach der Schulzeit im Akademischen Gymnasium in Prag machte er im Jahre 1941 das Abitur in den Fächern Latein, Altgriechisch und Deutsch. Danach konnte er trotz der Schließung der tschechischen Hochschulen im Rahmen der Sonderaktion Prag durch die Nationalsozialisten sein Studium in Hebräisch, Akkadisch und Biblischer Archäologie am Theologischen Institut des Erzbistums Prag im Kloster Strahov aufnehmen. Im Mai 1945 schrieb er sich an der Karls-Universität in Prag ein, wo er Vorgeschichte, Assyriologie und Religionswissenschaften studierte.
Auf Anregung seines Studiendirektors Bedřich Hrozný schrieb er sich 1946 an der Sorbonne in Paris ein und studierte dann als Elève titulaire an der École pratique des hautes études, unter anderem bei dem Assyriologen René Labat und dem Sumerologen Raymond-Riec Jestin. Am 10. März 1948 erhielt er sein Diplom in Semitischen Studien.
Obwohl er für die Jahre 1948/49 bereits zur École normale supérieure zugelassen war, kehrte Soudský an die Prager Karls-Universität zurück, wo er am Institut für Vor- und Frühgeschichte als Assistent unter Jan Filip und Jan Eisner tätig war. Während seiner Assistenzzeit leitete er die archäologischen Untersuchungen zu verschiedenen neolithischen Siedlungen, wie z. B. Postoloprty. Nach Prüfungen in Vor- und Frühgeschichte, Assyriologie und Altorientalischer Geschichte promovierte er im Jahre 1950 mit einer Arbeit zu den ersten Ackerbaukulturen des Vorderen Orients.
Nachdem ihm aus politischen Gründen eine geplante Weiterführung seiner Studien bei Vere Gordon Childe am Institute of Archaeology in London verwehrt worden war und er den Vorschlag einer dreijährigen wissenschaftlichen Tätigkeit in Leningrad abgelehnt hatte, musste er Ende des Jahres 1952 seinen Dienst an der Prager Fakultät quittieren. Zum 1. Januar 1953 wurde er zum Direktor der vorgeschichtlichen Abteilung des Stadtmuseums von Prag ernannt, wo er Ausstellungen organisierte und das Sammlungsdepot des Museums neu ordnete.
Zum 1. Januar 1957 wurde er in neuen Funktionen ans Archäologische Institut der Tschechoslowakischen Akademie der Wissenschaften berufen. Von 1953 bis 1968 widmete er sich der Untersuchung und Publikation der neolithischen Siedlung von Bylany bei Kutná Hora in Böhmen. Im Zuge eines langfristigen Forschungsprojektes wurden hier auf einer Fläche von sieben Hektar Siedlungen der Linearbandkeramik und der nachfolgenden Stichbandkeramik aufgedeckt. Zum ersten Mal wandte man hier in größerem Maße bei der Erfassung und Auswertung des archäologischen Materials mathematisch-statistische Methoden an und setzte hierfür Computertechnik ein. Die Grabungen von Bylany zählen zu den bedeutendsten Untersuchungen zum europäischen Neolithikum und beeinflussten die Forschungen auf diesem Gebiet maßgeblich.
Im Jahre 1965 wurde er mit einer Arbeit zum neolithischen Hausbau habilitiert. Nachdem er seit dem Jahr 1958 an der Prager Universität gelehrt hatte, wurde er 1970 Gastprofessor an der Universität des Saarlandes in Saarbrücken und erhielt 1971 eine Professur für Vor- und Frühgeschichte an der Sorbonne.
Seit November 1972 wurde er bei den tschechoslowakischen Behörden offiziell als Emigrant geführt. Gleichzeitig lehnten sie eine Legalisierung seines Auslandsaufenthalts ab. Im Jahr 1975 wurde er in der Tschechoslowakei wegen des widerrechtlichen Verlassens des Landes verurteilt.
Als einer der ersten in Frankreich befasste sich Soudský speziell mit dem Neolithikum. Auch legte er den Grundstein für eine Bibliothek und ein Dokumentationszentrum zum europäischen Neolithikum. Gemeinsam mit Gérard Bailloud gründete er unter dem Dach des Centre national de la recherche scientifique eine archäologische Abteilung, die sich der Erforschung der ersten sesshaften Kulturen des Neolithikums widmet. Im Jahre 1973 beteiligte er sich mit einem Grabungsteam an Rettungsgrabungen, die im Tal der Aisne, einem Nebenfluss der Oise, anlässlich eines geplanten Kanalprojektes stattfanden. Hier kam eine große Anzahl neolithischer Siedlungsspuren zu Tage. Auf Soudskýs Initiative hin entstand daraus ein längerfristiges, finanziell vom französischen Staat und dem Département Aisne getragenes Forschungsprojekt, bei dem an mehreren Fundorten, so in Villeneuve-Saint-Germain und Cuiry-lès-Chaudardes, großflächig neolithische Siedlungsreste freigelegt werden konnten. Wie bereits in Bylany wurde auch hier das archäologische Material mit Hilfe von Computertechnik mathematisch-statistisch ausgewertet.
Soudský starb am 15. Januar 1976 im Pariser Klinikum Hôpital Bichat vor einer geplanten Herzoperation.
Er war mit der Archäologin Eva Soudská (1922–2015) verheiratet. Mit ihr hatte er einen Sohn (* 1952), der katholischer Priester wurde, und eine Tochter.